# Margarita Simonjanová
Margarita Simonjanová (bez přechýlení Margarita Simonjan, rusky Маргарита Симоновна Симоньян; * 6. dubna 1980, Krasnodar) je ruská novinářka arménského původu a vedoucí manažerka oficiálních prokremelských médií Russia Today (RT) a Sputnik a od roku 2014 také vedoucí redaktorka tiskové agentury Rusko dnes (Россия сегодня). Jméno Margarity Simonjanové bylo zařazeno jako jedno z prvních do sankčního seznamu, schváleného Evropskou unií dne 23. února 2022 v reakci na uznání nezávislosti Doněcké a Luhanské lidové republiky ze strany Ruska.

## Život
Margarita se narodila v arménské rodině Simonjanových, žijící v Krasnodaru. Její otec Simon Simonjan pracoval jako opravář ledniček, matka Zinaida Simonjan měla na trhu stánek s květinami. Prarodiče Simonjanových pocházeli z Krymu, odkud byli v roce 1944 v důsledku stalinských represí spolu s ostatními Armény a příslušníky dalších „nepřátelských“ národností deportováni za Ural. Poté, co se dostal k moci Nikita Sergejevič Chruščov, bylo jim dovoleno vrátit se z exilu, avšak nikoli na rodný Krym. Usadili se proto v Krasnodaru. Bratrancem Simonjanové je Yuri van Gelder (* 1983), nizozemský mistr světa a Evropy z roku 2005 ve sportovní gymnastice (cvičení na kruzích), později známý spíše kvůli problémům s drogami a alkoholem. Yuri van Gelder je vnukem Margaritiny pratety, která byla v době nacistické okupace Krymu totálně nasazena na práce v Německu a tam se provdala za nizozemského státního příslušníka Hendrika van Geldera.
Margarita Simonjanová po absolvování základní a střední školy s rozšířenou výukou cizích jazyků strávila v rámci programu Future Leaders Exchange jeden rok v americké rodině ve městě Bristol ve státě New Hampshire. Po návratu do Ruska vystudovala Fakultu žurnalistiky Kubáňské státní univerzity v Krasnodaru.
V roce 1999 pracovala jako redaktorka rozhlasové a televizní společnosti „Krasnodar“, od prosince 1999 jako válečná zpravodajka během druhé čečenské války. V roce 2000 byla jmenována vedoucí redaktorkou zpravodajství TRK „Krasnodar“. Válečnými událostmi se zabývala i v následujících letech – v roce 2001 bojovými srážkami v Kodorské soutěsce v Abcházii a v roce 2004 teroristickým útokem na školu v severoosetském Beslanu. Od roku 2002 byla členkou neformální skupiny vybraných ruských novinářů, označované jako „Kremelský pool“ (Кремлёвский пул) nebo „Prezidentský pool“ (Президентский пул), kteří mají exkluzívní přístup k prezidentovi Ruské federace.
V roce 2005 byla Simonjanová jmenována hlavní redaktorkou televizní stanice RT (Russia Today), jejímž oficiciálním zřizovatelem je agentura RIA Novosti. Russia Today zahrnuje osm zpravodajských a dokumentaristických kanálů, zpravodajské on-line portály v šesti cizojazyčných verzích a globální multimediální agenturu RUPTLY. V roce 2011 se Simonjanová stala členkou ředitelské rady Prvního kanálu. Simonjanová kromě manažerské práce vystupovala v televizi i aktivně, například v letech 2011 až 2012 v pravidelném pořadu Что происходит? („Co se děje?“). V prosinci roku 2013 byla Simonjanová jmenována ke svým dosavadním funkcím navíc i hlavní redaktrorkou informační agentury Rusko dnes (Россия сегодня).

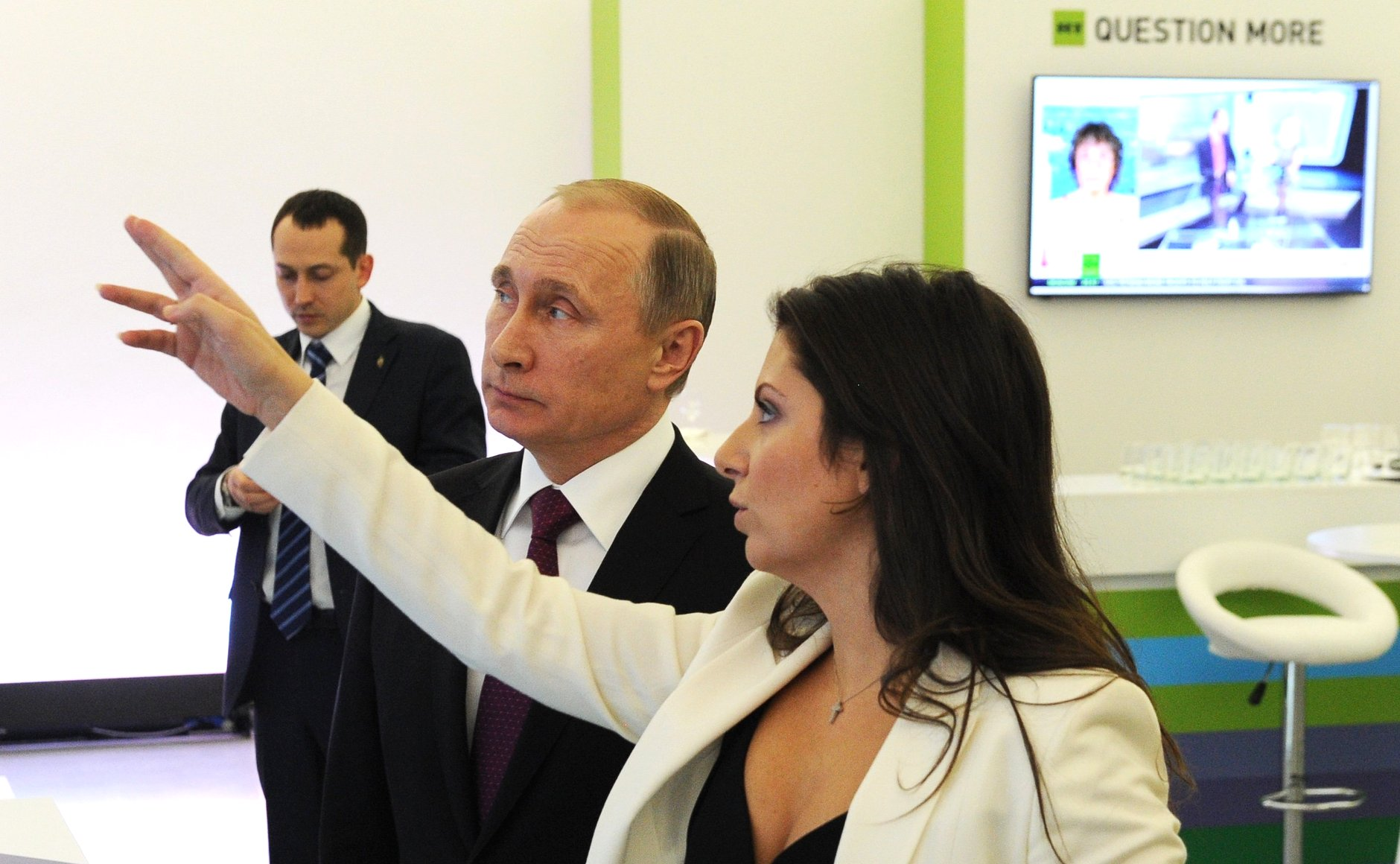
Margarita Simonjanová s ruským prezidentem Vladimirem Putinem na výstavě, věnované 10. výročí zahájení televizního vysílání Russia Today

V roce 2012 byla Simonjanová uváděna na 33. místě mezi stovkou nejvlivnějších žen Ruska, v roce 2014 jí bylo v tomto seznamu přisouzeno 15. místo. V roce 2013 se umístila mezi pěti nejvlivnějšími manažerkami, působícími v oblasti ruských médií. V roce 2017 ji americký magazín Forbes zařadil ve svém žebříčku stovky nejvlivnějších žen světa na 52. místo. Na 49. pozici žebříčku se umístila další zástupkyně Ruské federace, guvernérka Centrální banky RF Elvira Nabiullinová, čímž obě v uvedeném seznamu předstihly i známou americkou političku Hillary Clintonovou.
Simonjanová se v letech 2012 a 2018 oficiálně angažovala ve volebních štábech během prezidentské kandidatury Vladimira Putina. Od roku 2019 je M. Simonjanová spolupředsedkyní pracovní skupiny pro lidská práva při ústředním výboru strany Jednotné Rusko.

### Osobní život
Od roku 2012 je životním partnerem Simonjanové rusko-arménský herec, filmový režisér, scenárista a producent Tigran Keosajan. Mají spolu dcery Marjanu (2013) a Maro (2019) a syna Bagrata (2014). Simonjanová a Keosajan vstoupili do manželství až v roce 2022.

## Sankce a invaze na Ukrajinu

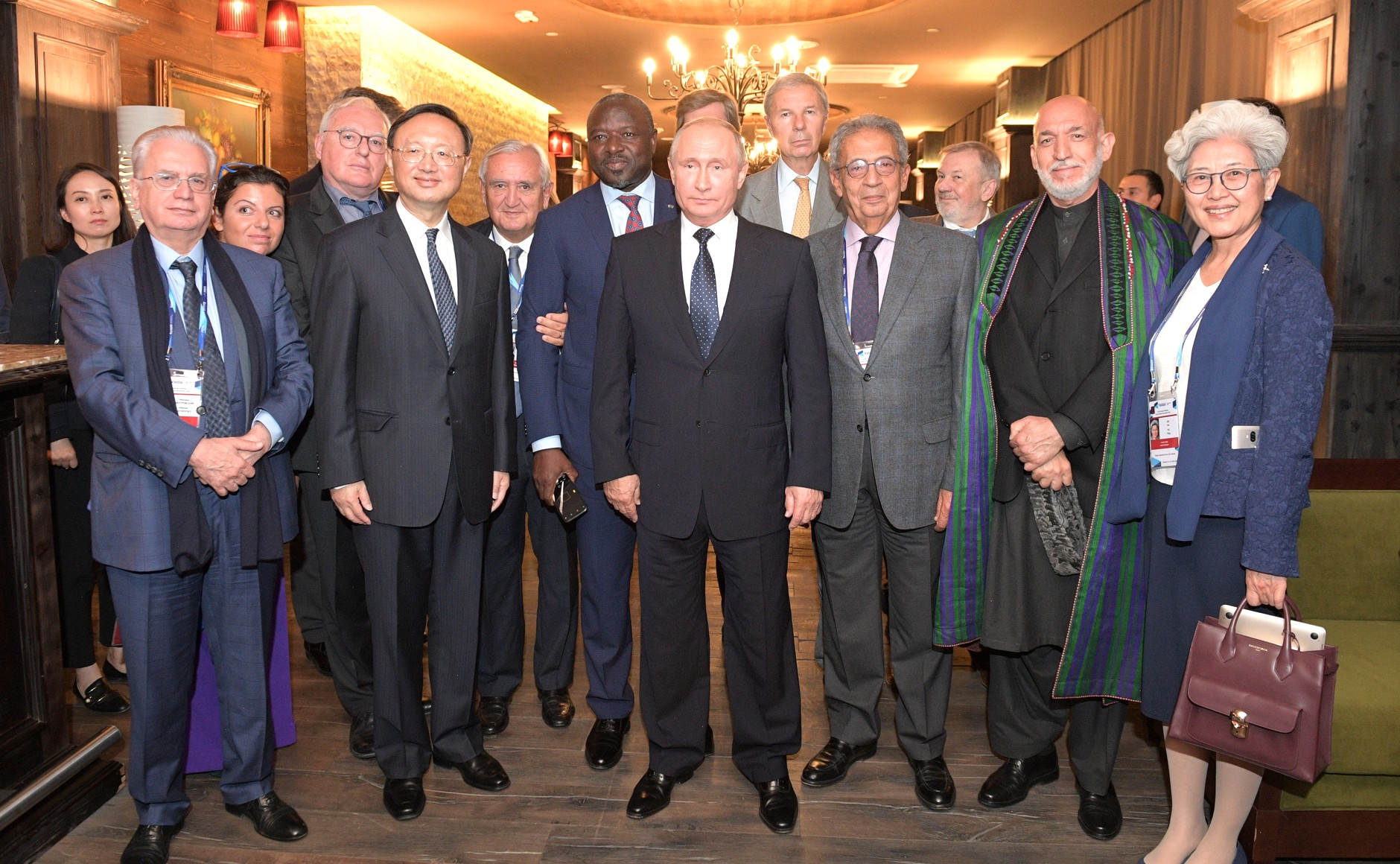
Rok 2018: účastníci 15. zasedání Valdajského mezinárodnáho diskusního klubu v čele s Vladimirem Putinem. Margarita Simonjanová je třetí zleva.

Už v roce 2014 bylo jméno Margarity Simonjanové na seznamu 49 ruských novinářů a vedoucích pracovníků televizních stanic, kterým byl zakázán vstup na Ukrajinu. Simonjanová byla i na sankčním seznamu 17 vedoucích pracovníků ruských sdělovacích prostředků, který v roce 2016 schválil ukrajinský prezident Petro Porošenko.
Dne 28. ledna 2021 Simonjanová se svým mužem Tigranem Keosajanem a s vedoucím redaktorem rozhlasové stanice Hovoří Moskva (Говорит Москва) Romanem Babajanem navštívila v Doněcku fórum Ruský Donbas (Русский Донбасс), organizované vedením Doněcké a Luhanské lidové republiky. Prohlásila zde, že lidé z Donbasu chtějí mít možnost stát se Rusy a vyzvala Rusko, aby je „vzalo k sobě domů“ (doslova „забрать Донбасс домой“). Následně prezidentův mluvčí Dmitrij Peskov i mluvčí Ministerstva zahraničních věci Ruské federace Marija Zacharová museli vydat prohlášení, že slova Simonjanové nevyjadřují oficiální stanovisko Ruska.
V období, které předcházelo ruské invazi na Ukrajinu, Simonjanová během svých vystoupení v televizi podporovala agresivní nálady ve společnosti a brojila proti ukrajinským „nacistům“. V televizním diskusním pořadu, vysílaném 21. února 2022 vzápětí poté, kdy prezident Putin uznal nezávislost dvou separatistických proruských republik, mj. řekla: „Nechápu, proč ve studiu není šampaňské. Čekala jsem na to osm let." V textu, vysvětlujícím sankce, schválené 23. února 2022 Evropskou unií, Kanadou a Velkou Británií proti konkrétním ruským občanům, společnostem a poslancům Dumy v důsledku oficiálního uznání Doněcké a Luhanské republiky Ruskem, je Simonjanová charakterizována jako „ústřední postava vládní propagandy“ („a central figure of the Government propaganda“). Hlavním důvodem sankcí je trvalé narušování územní celistvosti, suverenity a nezávislosti Ukrajiny. 
Týden po invazi ruských vojsk na Ukrajinu Evropská unie zakázala na svém území vysílání všech jazykových mutací Russia Today i Sputniku. Také v České republice mobilní operátoři zablokovali přístup k webové stránce cz.sputniknews.com.
Po dvou měsících trvání rusko-ukrajinské války se v televizní debatě 27. dubna 2022 Simonjanová přiklonila k podpoře vývoje směřujícího ke třetí světové válce a k použití jaderných zbraní ze strany Ruska. Po úspěšné ukrajinské protiofenzívě v Charkovské oblasti počátkem září 2022 Simonjanová vyzvala k totálnímu zničení ukrajinské civilní infrastruktury.

## Ocenění

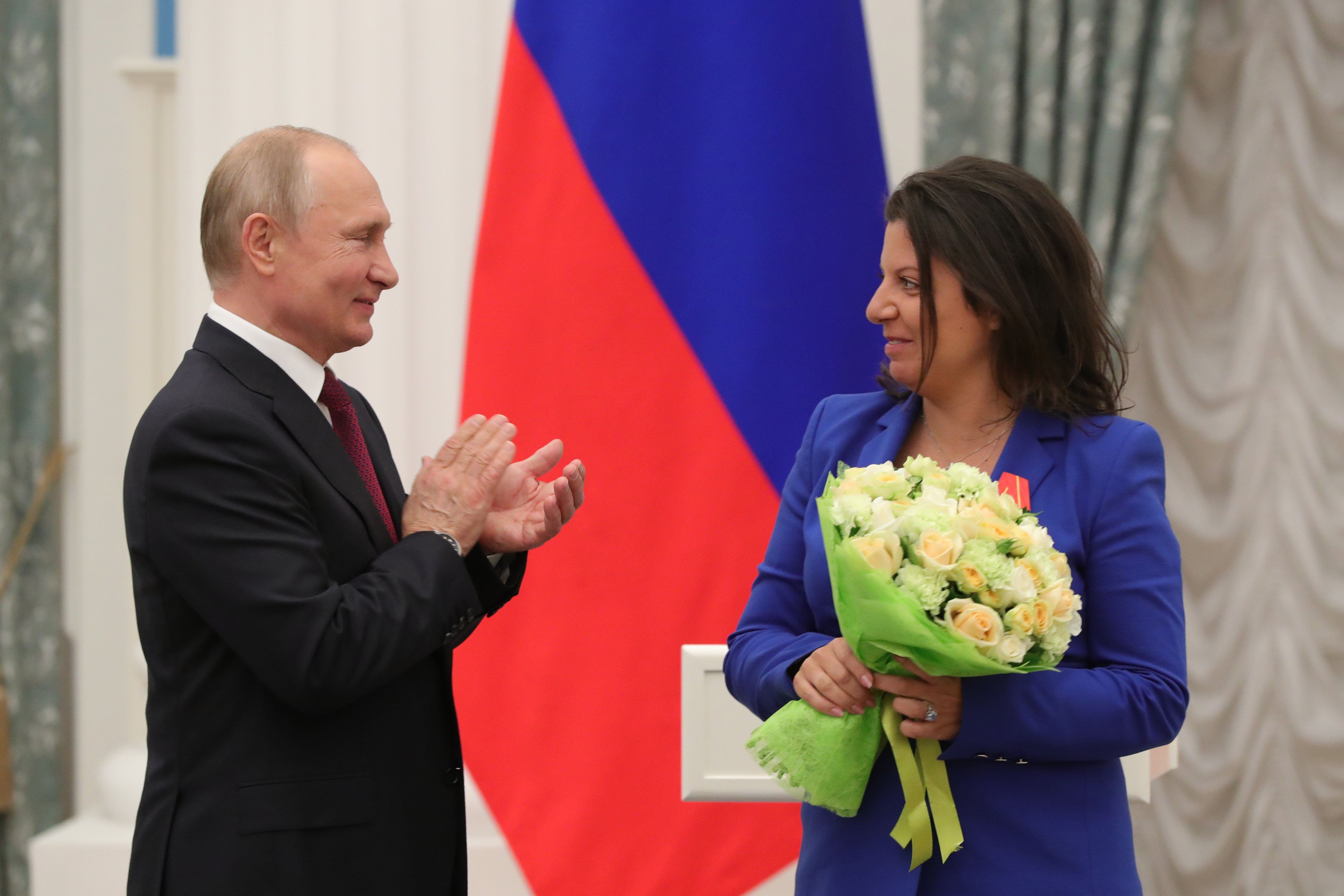
Margarita Simonjanová v květnu 2019 při převzetí Řádu Alexandra Něvského

- 2005 – medaile Za upevnění bojové soudržnosti Ministerstva obrany RF (медаль «За укрепление боевого содружества» Минобороны России)
- 2007 – Řád přátelství, jedno z nejvyšších ruských státních vyznamenání
- 2008 – Řád přátelství Jižní Osetie (oрден Дружбы – Южная Осетия)
- 2010 – medaile Movsese Chorenaciho (arménsky Մովսես Խորենացու մեդալ), nejvyšší arménské ocenění pro pracovníky v oblasti kultury
- 2014 – Řád Za zásluhy o vlast
- 2019 – Řád Alexandra Něvského